# Acanalonia calida.
Acanalonia calida. är en insektsart som först beskrevs av Fowler 1904.  Acanalonia calida. ingår i släktet Acanalonia och familjen Acanaloniidae. Inga underarter finns listade i Catalogue of Life.